# Jhye Richardson
Jhye Avon Richardson (* 20. September 1996 in Perth, Australien) ist ein australischer Cricketspieler, der seit 2017 für die australische Nationalmannschaft spielt.

## Kindheit und Ausbildung
Richardson spielte unter anderem für die australische U19-Nationalmannschaft. Doch verpasste er seine Chance für die Teilnahme an der ICC U19-Cricket-Weltmeisterschaft 2016 in Bangladesch, als Australien aus Sicherheitsgründen sich kurzfristig vom Turnier zurückzog. Auf Grund seiner körperlichen Voraussetzungen wurden seine Talente als Fast-Bowler immer wieder in Frage gestellt.

## Aktive Karriere
Richardson gab sein First-Class-Debüt für Western Australia in der Saison 2015/16, wo er früh überzeugen konnte. Ein Jahr später wurde er überraschend ins Nationalteam berufen. Sein Twenty20-Debüt erfolgte dabei gegen Sri Lanka. Jedoch gelang es ihm zunächst nicht im Team zu etablieren. Es dauerte bis Januar 2018, bis er wieder zurück ins Team kam und gegen England sein ODI-Debüt absolvierte. Im April 2018 erhielt er einen Vertrag mit dem australischen Verband. Im Juni erzielte er in der ODI-Serie in England drei Wickets (3/92). Im Januar 2019 eröffnete er die ODI-Serie gegen Indien mit vier Wickets (4/26) und wurde als Spieler des Spiels ausgezeichnet. Kurz darauf folgte sein Test-Debüt gegen Sri Lanka, wobei ihm drei Wickets (3/26) gelangen. Im März folgte der Gegenbesuch in Indien, wobei er in den ersten beiden ODIs jeweils drei Wickets (3/37 und 3/85) erreichte. Doch verletzte er sich daraufhin bei der Tour gegen Pakistan an der Schulte rund verpasste so den Cricket World Cup 2019. Daraufhin wurde er in die National Performance Squad integriert, um ihn wieder ins Team integrieren zu können. Zwar spielte er in den folgenden Monaten im nationalen Cricket, doch erhielt er nur einen Einsatz im Nationalteam, bevor es zur Pause auf Grund der COVID-19-Pandemie kam. In dieser entschied er sich an der Schulter operieren zu lassen.
Es sollte bis zum Februar 2021 dauern, bis er wieder ins Nationalteam zurückfand. Im Dezember erzielte er im zweiten Test der Ashes ein Five-for (5/42) und half so den Sieg zu sichern. Doch wurde er in der Folge geschont und kam nicht ins Test-Team zurück. Am Ende der Saison verlor er seinen Vertrag mit dem australischen Verband, nachdem er sich eine weitere Verletzung zugezogen hatte. Im Juni erzielte er in dr Twenty20-Serie in Sri Lanka drei Wickets (3/26). Doch erhielt er daraufhin keine weitere Berufung ins Nationalteam. Im Januar 2023 erlitt er eine Oberschenkelverletzung. Diese Verletzung dauerte länger als zunächst erwartet und so musste er mehrere Möglichkeiten fallen lassen. Im März ließ er sich dann am Oberschenkel operieren, womit er weitere Monate ausfiel. Im April 2023 erhielt er dann erneut einen Vertrag mit dem australischen Verband. Doch waren es erneut Verletzungen die sein nationalmannschafts-Comeback verhinderten. Der Verband hielt dennoch weiter an ihm fest, auch weil er hinter den etablieren Fast-Bowlern im Nationalteam, Pat Cummins, Josh Hazlewood und Mitchell Starc, der vielversprechendste Ersatz war.